# Слава Лён
Владисла́в Константи́нович Богати́щев-Епи́шин (13 декабря 1937, Владимир — 5 декабря 2021) — советский и российский поэт, прозаик, художник, философ. Президент международной Академии русского стиха.

## Биография
Родился во Владимире, куда его мать, Наталья Александровна Лён (1906—1983), переехала из Москвы после ареста в 1937 году и расстрела в 1941 году её мужа, Константина Николаевича Богатищева-Епишина (1896—1941). В 1941 году она с двумя сыновьями была выслана как член семьи врага народа в Вятку (Киров), где Владислав в 1955 году окончил среднюю школу № 38.
В 1955 году Лён поступил на филологический факультет МГУ им. Ломоносова. Тогда же на филологический факультет поступили В. В. Ерофеев (автор «Москва-Петушки»), будущие академики С. С. Аверинцев, Б. А. Успенский, переводчик В. С. Муравьёв.
В 1961 году окончил обучение на геологическом факультете; в 1966 году — на механико-математическом. Окончил очную аспирантуру в Академии наук СССР.
В 1967 году защитил диссертацию на соискание учёной степени кандидата геолого-минералогических наук по теме «Инженерно-геологическая характеристика кайнозойской малассовой формации Западной Ферганы»; в 1980 году защитил диссертацию на соискание учёной степени доктора географических наук по теме «Геоморфология и литомониторинг крупного гидротехнического комплекса (каскада водохранилищ)».
Проживал в Москве, Санкт-Петербурге и в деревне Будимирово Тверской области.
Жена — Ольга Александровна Победова (род. 1950), художник-дизайнер и скульптор в области декоративно-прикладного искусства по оптическому стеклу. Член Союза дизайнеров СССР. Член-корреспондент РАХ (2001). Заслуженный художник Российской Федерации (1998).
Скончался 6 декабря 2021 года. Прах захоронен на Кунцевском кладбище (уч. 10).

### Творческая деятельность
В 1955 году придумал стиховую систему квалитизма, написал «Манифест квалитизма» и первую квалитическую книгу «Столбы за болотцем…» (1955—1959). В школу поэтов-квалитистов в разное время входили: Венедикт Ерофеев, Анатолий Винник, Олег Елохов, Владимир Казаков, Георгий Недгар, Алексей Хвостенко и др. Квалитисты тесно сотрудничали со школами: Сосноры, «Верпы» (Хвостенко), фонетистов Кузьминского, Хеленуктов, НЛО Кари Унксовой, Строчковым, Левиным и др.
Создав в 1965 году «Башню на болоте», Слава Лён приступил к систематическому проведению «квартирных выставок» художников и чтениям стихов подпольными (неподцензурными) поэтами.
В 1974 году Лён с Венедиктом Ерофеевым создали «меташколу рецептуализма» — искусства «второй рефлексии» художественного процесса. В 1985 году Лён опубликовал в журнале «Человек и природа» манифест рецептуализма. В рамках рецептуализма он построил нелинейную теорию искусства, основанную на идее смены художественных парадигм и метаэстетике. Мировая «премьера» рецептуализма состоялась в 1997 году на вернисаже выставки «Кокон» в Гудзоне. Её продолжила выставка «Рецептуальные практики» С. Лёна и О. Победовой в 2001 году. Серия выставок других школ художников-рецептуалистов прошла в Испании, Англии и США.
С 1978 года редактировал альманах «Neue Russische Literatur» в Австрии (Зальцбургский университет). Соредакторами были професоры Роземари Циглер и Георг Мейер. В 1970-х годах Слава Лён разработал концепцию Бронзового века русской культуры (1953—1989). В монографии «Древо русского стиха» (1983) он зафиксировал более 50 неподцензурных (подпольных) школ русского стиха «бронзового века» в поле русской поэзии. В формо-языковом поле Лён выделил семь стиховых систем: 1) традиционный (классический) стих; 2) верлибр; 3) квалитизм; 4) концепт; 5) невербальный стих (вербарт и артбук); 6) русский свободный стих; 7) рецептуальный стих («объемлющую стиму»).
В 1985 году Лёну в Париже была присуждена премия им. Владимира Даля за роман «Иноходец Миша Барышников» (жюри: Виктор Некрасов, Жорж Нива, Никита Струве, Михаил Геллер, Ирина Иловайская-Альберти).
В 1989 году Лён впервые выехал из СССР и работал как профессор русской литературы, русского искусства и русской истории в Европе и США все 1990-е годы. В 1993 года с Бродским и Уфляндом организовал в Нью-Йорке международную Академию русского стиха.
В 2001 году Лён вернулся в Россию, руководил совместно с В. А. Соснорой Академией русского стиха. Также работал с Российской академией художеств, театрами Виктюка, Погребничко, Любимова (в качестве заведующего литературной частью в 2006—2007 годах).

## Основные работы

### Геология
- Епишин В. К., Экзарьян В. Н. Прогноз процесса формирования берегов водохранилищ. — М.: «Энергия», 1979. — 113 с.

### Культурология
- Лен С. Игра в жмурики. Ютизмы и концепты. Книга метафизических построений — 1974 год. — М.: «Прометей», [1990]. — 48 с.
- Лен С. Могила Бродского. — М.: «Весы», 2001. — 378 с.
- Лен С. Столбы за болотцем с колючей проволокой — М.: Б-ка журн. «Футурум Арт», 2009. — 204 с.

### Книги стихов
1. Столбы за болотцем. М., 1955—1959
2. Аб-сурдо-перевод. М., 1959
3. Пайдейя. М., 1960
4. О, Русь моя! жена моя! и мать! (коннотации и контаминации). М., 1961
5. В нетях. Рецептуальные опыты. М., 1963
6. Девять муз. М.; Л., 1955—2000
7. Книга посланий. М.; Л., 1955—2012
8. Как у Антихриста за пазухой. М.; Л., 1955—2012
9. Игра в жмурики. Ютизмы и концепты. М., 1965—1974
10. Вдоль по Питерской. Но — поперёк. Л., 1967—2012
11. Предмет экологического краха. М.; Л., 1967
12. Милостью Божьей… М.; Л., 1969
13. Лёнениана. К 100-летию Ленина-людоеда. 1970
14. Восемь с половиной (поэм). М.; Л., 1972
15. Иературы добра-благодати. М.; Л., 1974
16. В нетях. М.; Л., 1979
17. Сатиры йода. Париж, 1987—2002
18. Перестройка ума головы. Варшава, 1989
19. Ангелы смерти. Клаверак, 1994
20. Кокон окон, или монада Лейбница. Клаверак, 1998
21. Аз-Буки-Веди. Клаверак, 1999
22. Ибан первый. Артбук. Клаверак, 1999
23. Могила Бродского. Венеция, 2000
24. Книга басен. М. — СПб., 2001
25. Слава Лён идёт путём Путина. Будимирово. 1999—2010
26. Победова — над — Солнцем. Лютик. 2001—2009
27. Россия умерла. Мы — «древние греки». За нами идут «новые византийцы». Будимирово. 2009
28. Взрыв мавзолея. Верлибр. М.; Л., 1974—2009
29. Были небылицы и небыли. Будимирово. 2007
30. Семя смертных грехов. СПб., 2008
31. По гроб жизни. СПб., 1976—2010
32. Sosнора. СПб., 2009—2010
33. Всех скорбящих радость, Будимирово, 2012
34. Вербарт и артбук. 2010
35. Частушки. Будимирово. 2010
36. Антология арс. Будимирово. 2010
37. Дети Ра. Будимирово. 2010
38. Поэтический словарь. Будимирово. 2010
39. Азбука — 2013. Будимирово. 2010

### Романы
1. Иноходец Миша Барышников. 1974
2. Игра в жмуририки (Сталин и его подлые дети). 1979
3. ЛесвитилияБианки. 1983
4. Семя кругов ада. 1987
5. Путч — к (пусть умрёт такое чудовище — коммунизм). 1991
6. Апокалипсис, или 93-й год. 1993
7. Скелет рецептуального романа Венедикта Ерофеева Дмитрий Шостакович в рентгеновских лучах Славы Лёна. 1996
8. Тлён. 2002
9. Аю — даг
10. Мастер и Маргарита. Но — Эйнштейн

### Трагедии
1. 2 «б». 1968
2. ЛесвиталияБианки. 1971
3. Семя кругов ада. 1985
4. Игра в жмурики. 1985
5. Ночь перед рождеством, или Суд над Лениным. 1990
6. Хвост — скват — Париж. 1991
7. Дворцовый переворот ума. 1992

### Сказки
1. Мальчик-с-пальчик в тартарары и на этом свете. 1969
2. Сапожник и сабожник. 1998

### Монографии
1. Квалитизм. 1959
2. Вербарт — артбук — мейларт. 1960
3. Бронзовый век русской культуры с высоты Башня-на-болоте. 1967—1987
4. Древо русского стиха. 1989
5. Философия Волги. 1977
6. Вторая концепция ноосферы. 1984
7. Новая экологическая политика (НЭП). 1986
8. Экология музея. 1987
9. Эстетика добра-благодати. 1974
10. «Другое» эстетики и «другая эстетика». Метаэстетика. Рецептуализм. 1994
11. Малевич и великий стиль XX века. 1989
12. Веничка как национальный герой. 1995
13. Роман Виктюк. Рецептуализм как большой стиль. 1989
14. Борис Мессерер. Отец московской инсталляции. 1994
15. Михаил Шемякин. От концептуализма — к рецептуализму. 1995
16. Зураб Церетели. Крупнейший монументалист современности.
17. Иулиан Рукавишников. Чистая форма и «опредмечивание». 1997
18. Юрий Любимов. Театр — стиль — система. 1998
19. Александр Рукавишников. Соцарт — попарт — азарт. 1999
20. Руслан Црим. Рецепт эпоса. 2000
21. Ольга Победова. Рецептуальные практики. 2005
22. Постмодернизм: новое понимание новизны.
23. Как всё начиналось. Квалитизм — концептуализм — рецептуализм. 2000
24. Дурак и деятельность. 2005
25. Второй русский авангард. 2004
26. Эстетилогия. 1989